# 김상협 (연출가)
김상협은 MBC 드라마본부 프로듀서이다.

## 프로필
- 본명 : 김상협
- 출생 :
- 출생지 :
- 학력 :
- 소속그룹 : MBC 드라마본부 프로듀서

## 작품 활동

### 방송
| 분류   | 방송사 | 제목                                       | 역할 | 기간          |
| ------ | ------ | ------------------------------------------ | ---- | ------------- |
| 드라마 | MBC    | MBC 일요아침드라마 《눈으로 말해요》       | 스탭 | 2000년~2001년 |
| 드라마 | MBC    | MBC 월화드라마 《고백》                    | 스탭 | 2002년        |
| 드라마 | MBC    | MBC 수목미니시리즈 《좋은사람》            | 스탭 | 2003년        |
| 드라마 | MBC    | MBC 수목미니시리즈 《천생연분》            | 스탭 | 2004년        |
| 드라마 | MBC    | MBC 수목미니시리즈 《아일랜드》            | 스탭 | 2004년        |
| 드라마 | MBC    | MBC 주말 특별기획 드라마 《신돈》          | 스탭 | 2005년~2006년 |
| 드라마 | MBC    | MBC 시즌드라마 《비포 앤 애프터 성형외과》 | 연출 | 2008년        |
| 드라마 | MBC    | MBC 월화드라마 《동이》                    | 연출 | 2010년        |
| 드라마 | MBC    | MBC 수목미니시리즈 《7급 공무원》          | 연출 | 2013년        |
| 드라마 | MBC    | MBC 주말 특별기획 드라마 《마마》          | 연출 | 2014년        |
| 드라마 | MBC    | MBC 월화드라마 《화려한 유혹》             | 연출 | 2015년~2016년 |
| 드라마 | MBC    | MBC 월화드라마 《왕은 사랑한다》           | 연출 | 2017년        |
| 드라마 | MBC    | MBC 수목미니시리즈 《어쩌다 발견한 하루》  | 연출 | 2019년        |
| 드라마 | tvN    | tvN 수목드라마 《여신강림》                | 연출 | 2020년        |
| 드라마 | tvN    | tvN 수목드라마 《멜랑꼴리아》              | 연출 | 2021년        |